# هانس بولسين
هانس بولسين (بالإنجليزية: Hans Poulsen)‏ هو مغن مؤلف أسترالي، ولد في 7 مارس 1945 في ملبورن في أستراليا.

## وصلات خارجية
- هانس بولسين على موقع IMDb (الإنجليزية)
- هانس بولسين على موقع ميوزك برينز (الإنجليزية)
- هانس بولسين على موقع ديسكوغز (الإنجليزية)